# 中日剧场

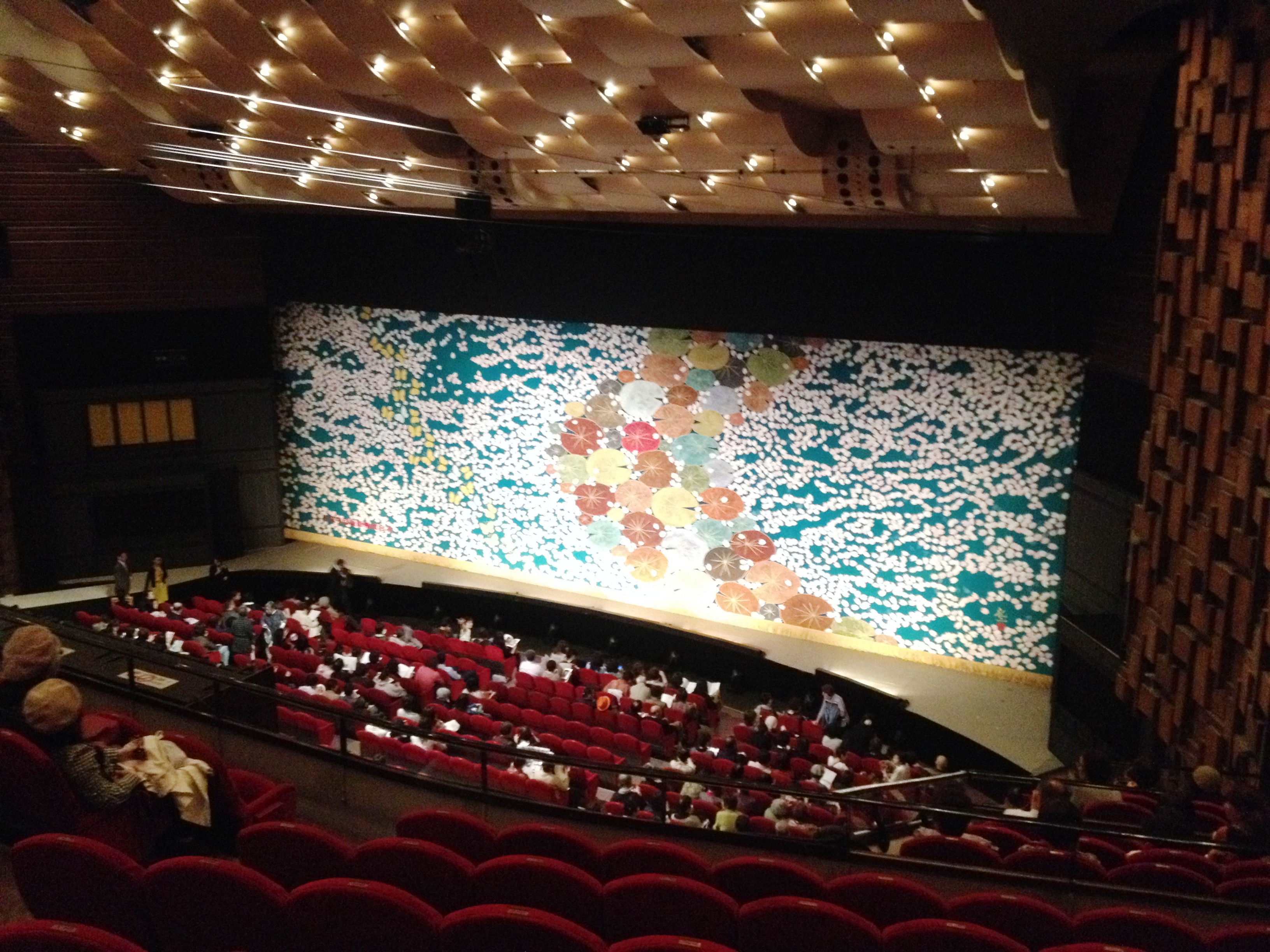
中日剧场（2015年）

中日劇場（日语：中日劇場）是一座位于日本爱知县名古屋市中区榮市的劇場。不過由於大廈老化，因此決定2018年3月結業，並進行重建。

## 概要
1966年5月,为纪念中日新聞社由「中部日本新聞」改名为「中日新聞」而在中日大厦内9层正式开放。是日本唯一一座由新聞社直营的劇場，并逐渐发展成为東海地区的代表性劇場。与御園座、名鉄ホール并称为名古屋三大劇場之一。
定紋为扇。中日新聞社的社章也被绘制在扇的中央。